# Ел Кампо (Тексас)
Ел Кампо (енгл. El Campo) град је у америчкој савезној држави Тексас. По попису становништва из 2010. у њему је живело 11.602 становника.

## Демографија
Према попису становништва из 2010. у граду је живело 11.602 становника, што је 657 (6,0%) становника више него 2000. године.
| Група             | 2000.         | 2010.         |
| Белци             | 5.352 (48,9%) | 4.827 (41,6%) |
| Афроамериканци    | 1.300 (11,9%) | 1.263 (10,9%) |
| Азијати           | 31 (0,3%)     | 58 (0,5%)     |
| Хиспаноамериканци | 4.234 (38,7%) | 5.449 (47,0%) |
| Укупно            | 10.945        | 11.602        |